# Gleba Vereshchagina, ledjanaja buhta
Gleba Vereshchagina, ledjanaja buhta är en vik i Antarktis. Den ligger i Östantarktis. Nya Zeeland gör anspråk på området.